# Phyllidiopsis blanca
Phyllidiopsis blanca är en snäckart som beskrevs av Terrence M. Gosliner och Wilhelm Julius Behrens 1988. Phyllidiopsis blanca ingår i släktet Phyllidiopsis och familjen Phyllidiidae. Inga underarter finns listade i Catalogue of Life.